# 乐红镇
乐红镇，是中华人民共和国云南省昭通市鲁甸县下辖的一个镇。
2012年9月22日，云南省人民政府批复同意撤销乐红乡，设立乐红镇。

## 行政区划
乐红镇下辖以下地区：
官寨村、红布村、利外村、关溜村、新林村、乐红村、施初村和对竹村。